# نوروز (قرشي)
نوروز هي بلدة في مقاطعة قمشي في ولاية قشقداريا في أوزبكستان.